# Bethlehem (Doetinchem)

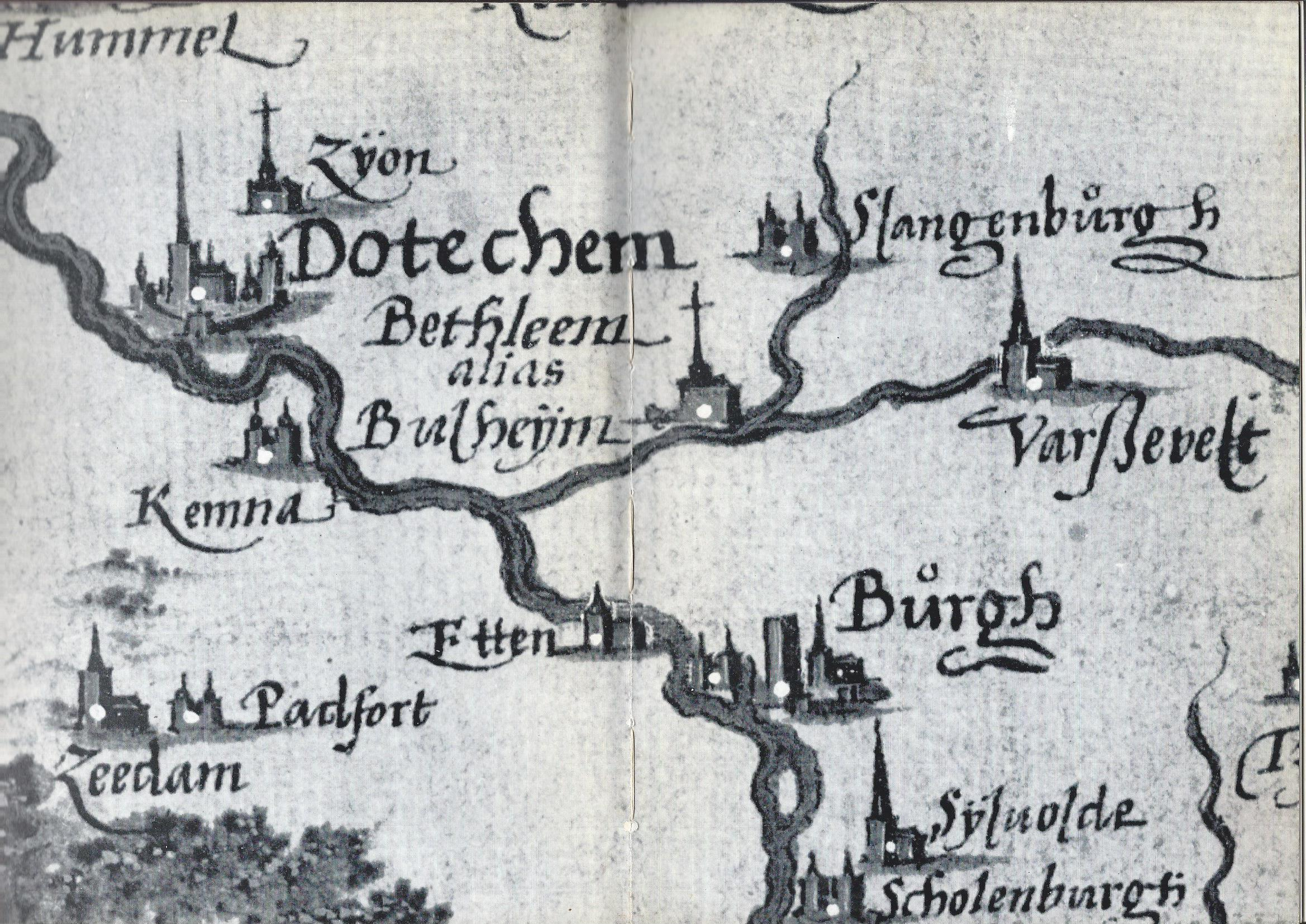
Detail kaart Gelderland en Kleef 1573

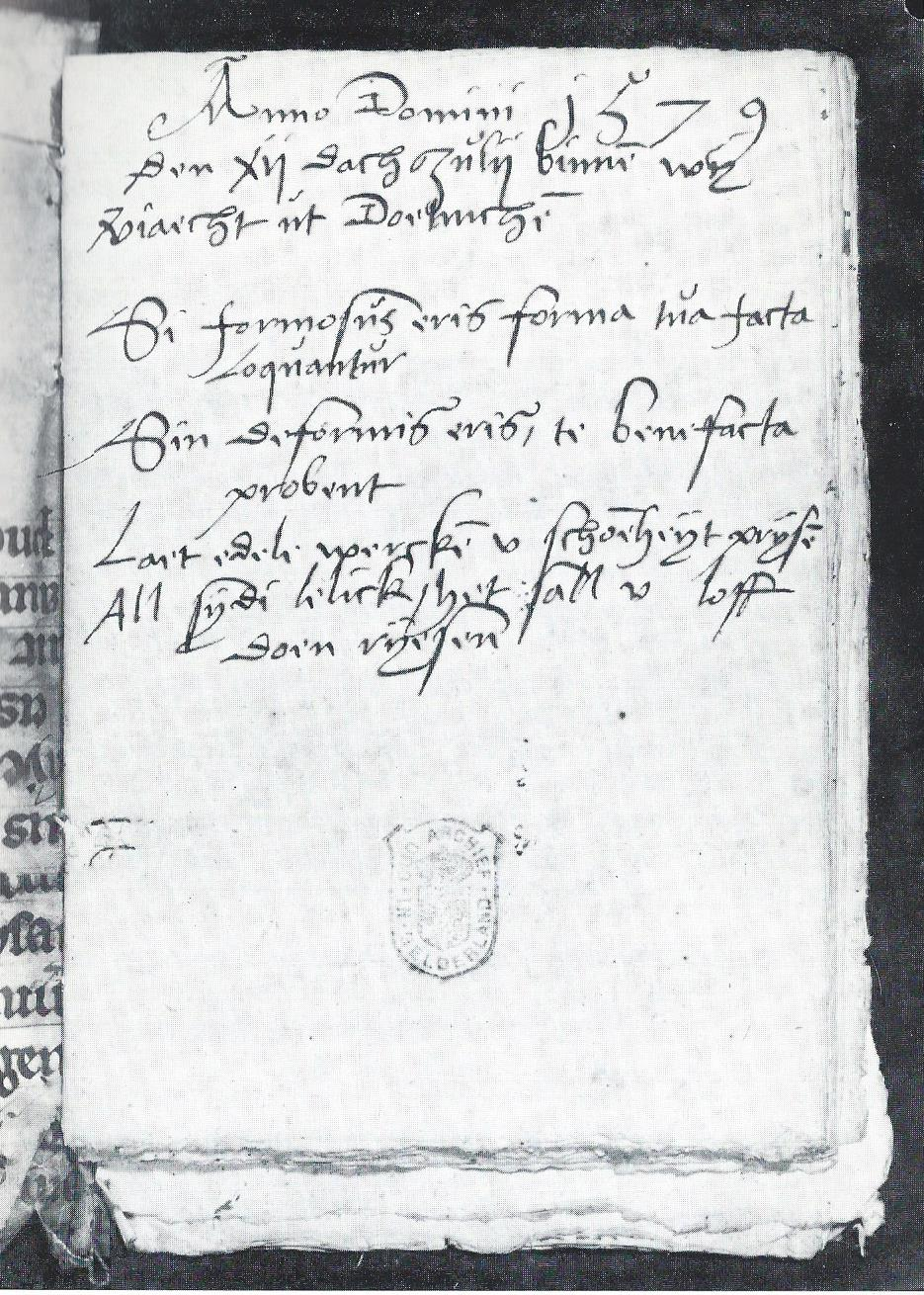
Klooster Bethlehem Aantekening van 12 juli 1579. Transcriptie:
Anno Domini 1579 / den XII^{(en)} dach julij (12 juli) binne(n) noy / viaecht ut Doetinche(m). / Si formosus eris forma tua facta / loquantur. Sin deformis eris, te benefacta / probent. / Laet edele wercke(n) u schoe(n)heijt prijse(n). / All sijdi lelick, het sall u loff / doen rijesen.

Bethlehem, Bielheim, Belheem of Bulheim, was sinds einde van de 12e eeuw tot eind 16e eeuw een augustijnenklooster tussen Doetinchem en Gaanderen vlak bij de Rekhemseweg in het voormalige graafschap Zutphen. Het kloostergebied is nog altijd herkenbaar aan het verloop van de gemeentegrens tussen Doetinchem en Bronckhorst. Het gebouwencomplex lag ten noorden van Gaanderen, waar zich nog altijd een boerderij met de naam Het Klooster bevindt.

## Geschiedenis
Willem van Berchen schreef rond 1465 een kroniek over magister Franco, doctor in de heilige godgeleerdheid, die onder geleide van Bernard van Wisch aan het einde van de 12e eeuw naar Doetinchem reisde om daar een klooster te stichten. Hij deed dat op aanraden van magister Barthold van Xanten en de kluizenaar Ghiselbert. De grond blijkt dan al verdeeld te zijn onder markegenoten van Doetinchem. Franco wilde uitwijken naar Wastervelde (Varsseveld), een plaats in de naburige heerlijkheid Bredevoort en gelegen onder het gebied van het graafschap Lohn waar de bannerheren Herman en Jan van Bredevoort en Rulf van Steinvoort hem een kerk aanboden.
Tegelijkertijd laat Henric van Nassou graaf van Gelre en Zutphen hem weten dat hij door zijn grote invloed Franco ruimschoots van gronden kan voorzien. Hij zag het klooster liever op Gelderse grond staan, hij dacht door actief een bijdrage te leveren aan een kloosterstichting dat zijn naam daardoor in vroomheid zou stijgen. Varsseveld lag toen in het bisdom Munster en Doetinchem in bisdom Utrecht.
De graaf van Gelre deed alle moeite om meester Franco over te halen toch in Gelre te blijven. Hij had drie vergaderingen nodig om de markegenoten over te halen grond af te staan om plaats te maken voor het klooster.
Nadat er een houten kapel en wat huizen gebouwd waren kwam bisschop Baldwin (Boudewijn) van Utrecht hoogstpersoonlijk om de kapel in te zegenen. Een jaartal is niet overgeleverd, het moet in elk geval tussen 1178, na het ingaan van de ambtstermijn van de bisschop en 1182, het jaar van overlijden van graaf Hendrik van Gelre, hebben plaatsgevonden. Vijftig jaar later zou Herman van Loon alsnog de Laurentiuskerk van Varsseveld schenken aan het klooster, tezamen met andere goederen.
Tijdens de Tachtigjarige Oorlog werd het klooster verwoest in 1587. De Bielheimerbeek is vernoemd naar dit klooster.

## Ligging
Noch in de aangehaalde kronieken noch in de oorkonde van 1200 wordt de ligging van het klooster genoemd. Ook bij de schenking van de grond wordt de ligging niet genoemd. In de oorkonde van 12 juli 1229 verklaart gravin-weduwe Richardis, abdis in Roermond, dat zij aanwezig was toen markgenoten de heuvel nabij Bethlehem overdroegen aan de kloosterlingen, van de holle weg over de heuvel tot aan het broekland bij Betlehem. Op het zegel is Richardis staande afgebeeld met in beide handen een boek.
Omstreeks dezelfde tijd is er een andere verklaring van gravin Richardis waarin zij het perceel nauwkeuriger omschrijft. Hieruit blijkt dat het gaat om een aan het oorspronkelijke kloosterterrein grenzende uitbreiding. In een oorkonde uit 1234 wordt over het klooster gesproken als een wijnstok waarvan de loten zich uitstrekken tot aan de rivier de IJssel. Uit andere gegevens blijkt dat het klooster aan de Bielheimerbeek lag. Uit al deze gegevens is af te leiden dat het gebouwencomplex ten noorden van Gaanderen lag, waar zich nog altijd een boerderij met de naam Het Klooster bevindt en de grachten van het klooster deels nog open liggen.

## Reguliere kanunniken
In de oorkonde van 12 juli 1229 worden de kloosterlingen reguliere kanunniken genoemd. Dat wil zeggen dat zij leefden volgens de regel van Augustinus. Zij hadden de drie kloostergeloften, kuisheid, gehoorzaamheid en armoede, afgelegd. Dat blijkt mede uit een oorkonde van 1232 waarin over de proost en het convent gesproken wordt. Uit een oorkonde van 1231 blijkt dat niet de stichter van Bethlehem, magister Franco, de eerste proost was maar zijn leerling en opvolger Wilhelmus.
Het aantal kanunniken varieerde van vijftien tot twintig. In een charter van 1282 over de aansluiting van het klooster bij de Duitse Orde wordt vermeld dat er in het convent minimaal twaalf geordende geestelijke moesten zijn. Acht priesters, twee diakens en twee subdiakens. In een oorkonde van 1437 wordt gesproken over de proost, de prior en 15 broeders.

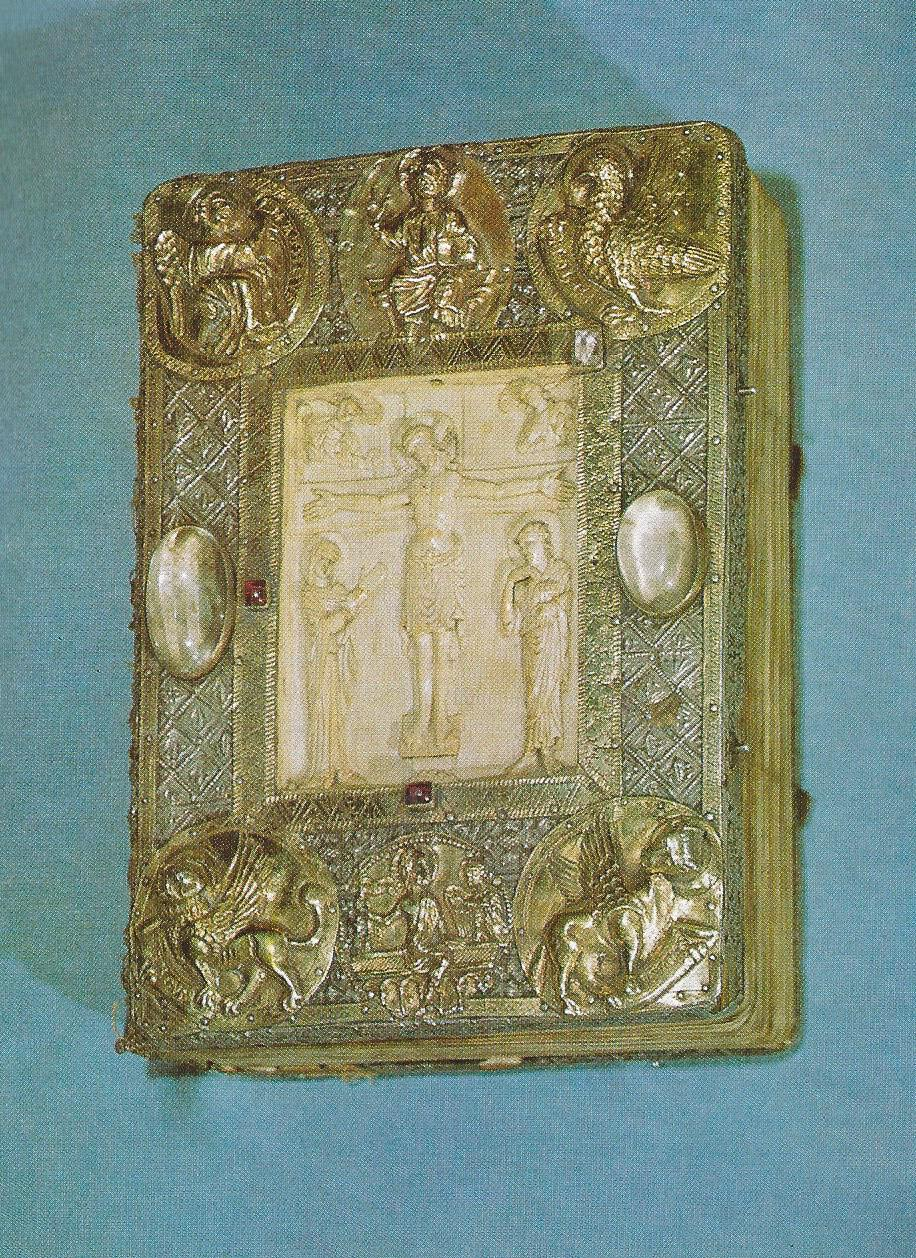
Plenarium van klooster Bethlehem Doetinchem

## Plenarium
Zover bekend zijn alle getijdenboeken van het klooster verloren gegaan, op een na, het zogenaamde plenarium, een boek met de volledige teksten van alle evangeliën die op de zon- en feestdagen gelezen dienen te worden. Het plenarium zat bij de archiefstukken die I.A. Nijhoff in 1828 'ontdekte' in het stadhuis van Zutphen en overgebracht werden naar het Provinciaal Archief. Deze gaf het in bewaring aan het Gemeentemuseum, het latere Historisch Museum, nu erfgoedcentrum te Arnhem.
Het handschrift bestaat uit 175 bladen perkament. Op zes achterzijden, de bladen 2 tot 7, zijn miniaturen geschilderd, die gedateerd zijn in de tweede helft 13de eeuw. De band bestaat uit twee eikenhouten borden die belegd zijn met verschillende versierselen uit verschillende tijden. In het voorplat is een ivoren reliëf ingelegd met de voorstelling van Christus aan het kruis. In de rand zijn oorspronkelijk acht stenen geplaatst, waarvan er nog drie over zijn. Het geheel is omrand met dertiende-eeuwse zilveren bloemmotieven. Ze zijn afgezet met een bandje van verguld gegraveerd zilver van iets latere datum. Op de hoeken staan in hoog reliëf vier medaillons die de vier evangelisten symboliseren. Tussen de medaillons aan de boven- en onderzijde zijn Christusfiguren aangebracht. Op de zijden zijn grote kristallen aangebracht.
Het miniatuur is de voorstelling van de geboorte van Christus. Het ruitvormige vlak achter het hoofd van Maria stelt een kussen voor. Over de kunstenaar is niets bekend.

## Archief
Het archief is door de kloosterbroeders rond 1555 om veiligheidsredenen binnen de muren van Zutphen gebracht. Later is een deel naar Emmerich gebracht dat rond 1600 weer terug was in Zutphen. Rond 1600 kwam het beheer van het klooster onder het College van Gedeputeerden. Hun rentmeesters moesten uit de archiefstukken een overzicht krijgen van wat de bezittingen, rechten en inkomsten van het klooster waren. Het archief had een plaats in de kamer van de Gedeputeerden in het stadhuis van Zutphen.
In 1828 is het archief in het stadhuis teruggevonden door I.A. Nijhoff, de Opzichter van het Provinciale Archief Gelderland, nu het Gelders Archief. In 1828 en 1848 is een groot gedeelte overgedragen, rond 1930 de rest, aan het Rijksarchief in Gelderland, het tegenwoordige Gelders Archief. Het voornaamste bestanddeel omvat de 900 perkamenten oorkonden, zowel kerkelijke als wereldlijke. Het betreft verkopen en schenkingen, en het verlenen van rechten en vrijstellingen. Het archief bevat twee goederenregisters uit de 15de eeuw, rekeningen van het beheer uit de 16de eeuw, correspondentie uit de 16de eeuw, aantekeningenboekjes en bijna honderd sermoenen.
Door het grote aantal bezittingen geeft het Bethlehemarchief belangrijke vroege informatie over omringende plaatsen, zoals Doetinchem, Steenderen, Doesburg en Varsseveld, ook over de schenkers zoals de graven Van Lohn en de heren van Wisch.

## Straten inGaanderen
Vanwege de ligging van het vroegere klooster, en de historische band, is in Gaanderen een aantal straten vernoemd naar het klooster. Dat zijn de Augustijnenstraat, de Monnikenstraat, de Priorstraat, de Plenariumstraat  en de Bethlehemstraat. In natuurgebied de Slangenburg is de Kloosterstraat te vinden.